# Mar de Koro
El mar de Koro es un pequeño mar situado en el océano Pacífico, concretamente al este de Fiyi. Está rodeado por las islas de dicho archipiélago, Viti Levu, al este, Vanua Levu al norte, y por el oeste con una gran cantidad de pequeñas islas.
Lleva su nombre por la homónima isla Koro.
- Datos: Q315954